# Двоенка (село)
Двоенка — село в Лысогорском районе Саратовской области. Расположено на реке Двоенке.
60 км от Саратова. В селе имеется средняя школа, медпункт, несколько фермерских хозяйств. 9 улиц (Верхняя, Восточная, Набережная, Нагорная, Новая, Озёрная, Рабочая, Советская, Центральная).

## История
Село основано староверами, «кулугурами». С 16 декабря 1917 года по 12 ноября 1923 года в составе Двоенского сельсовета входила в Больше-Дмитриевскую волость Аткарского уезда, затем вошла в Рыбушанскую волость Саратовского уезда.